# Eschscholzia parishii
Eschscholzia parishii  là một loài thực vật có hoa trong họ Anh túc. Loài này được Greene mô tả khoa học đầu tiên năm 1885.

## Hình ảnh

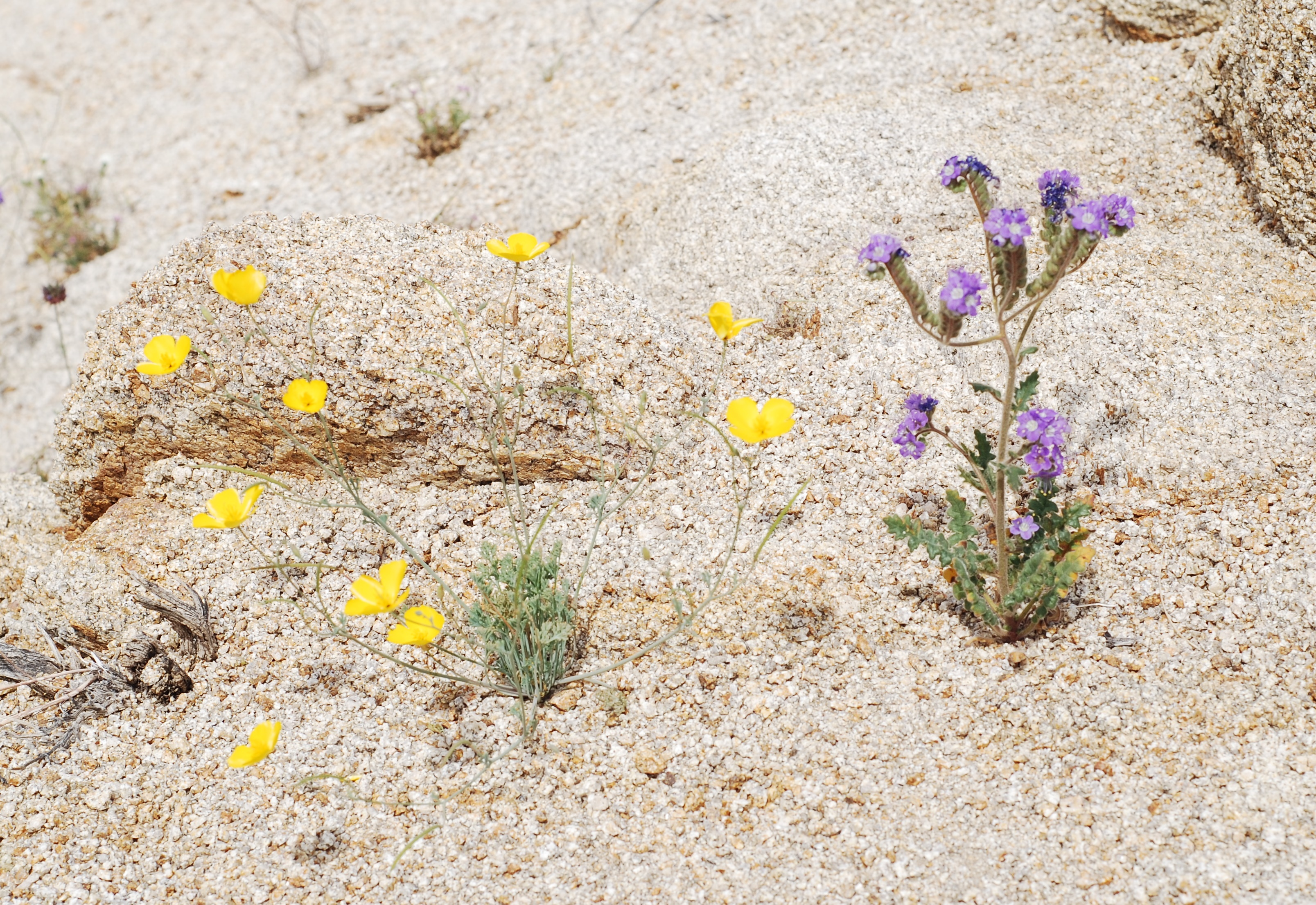
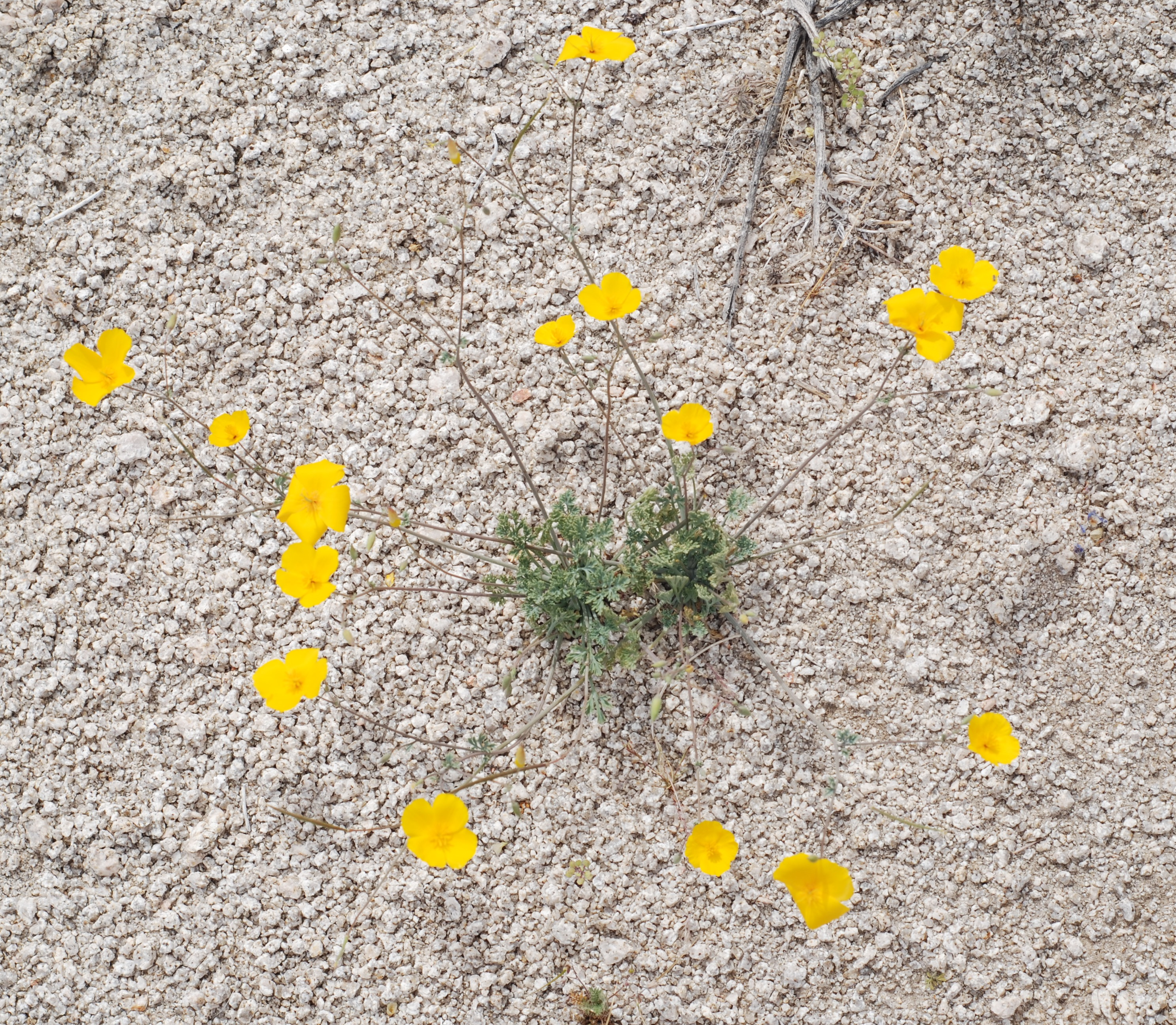
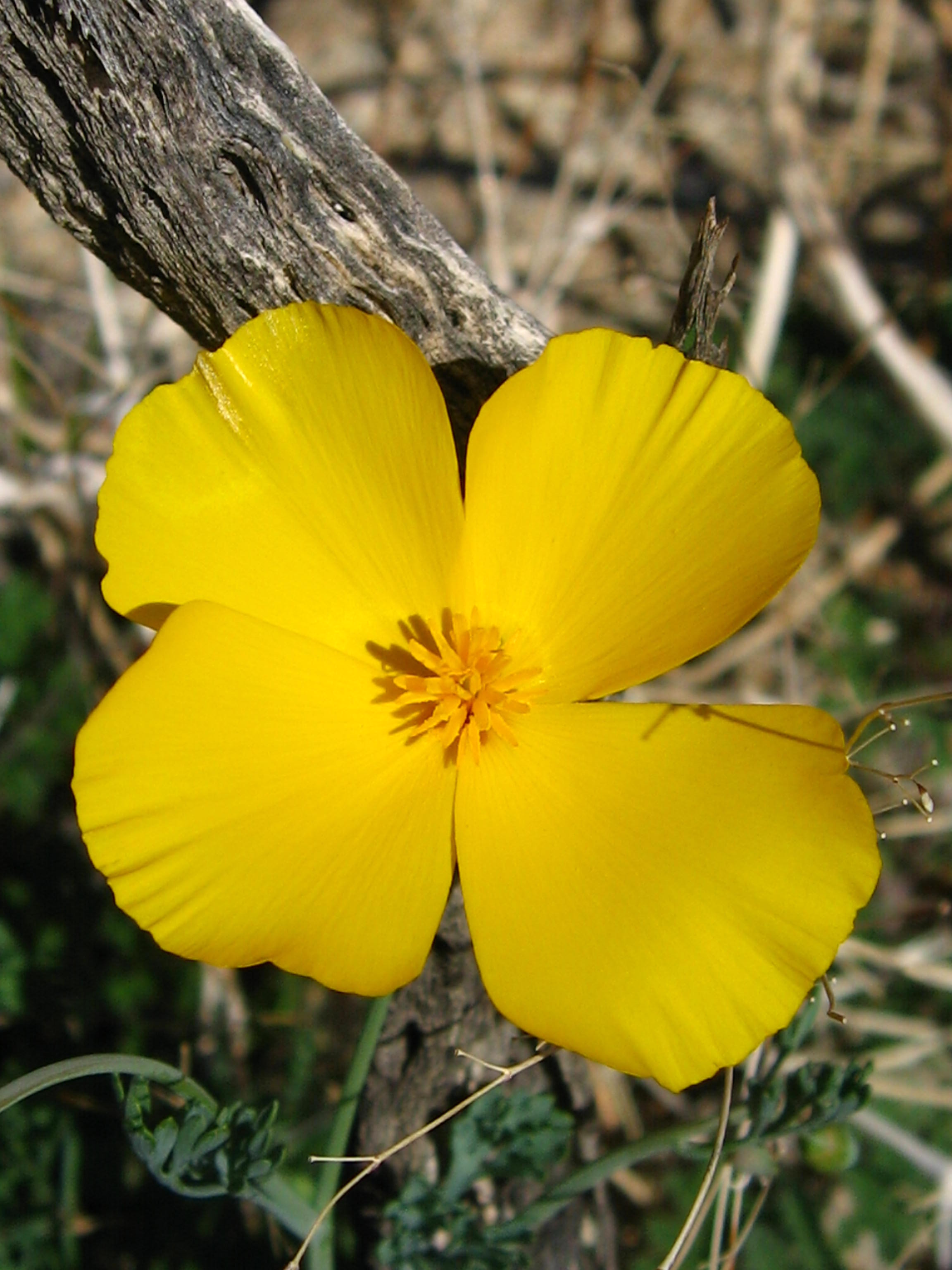
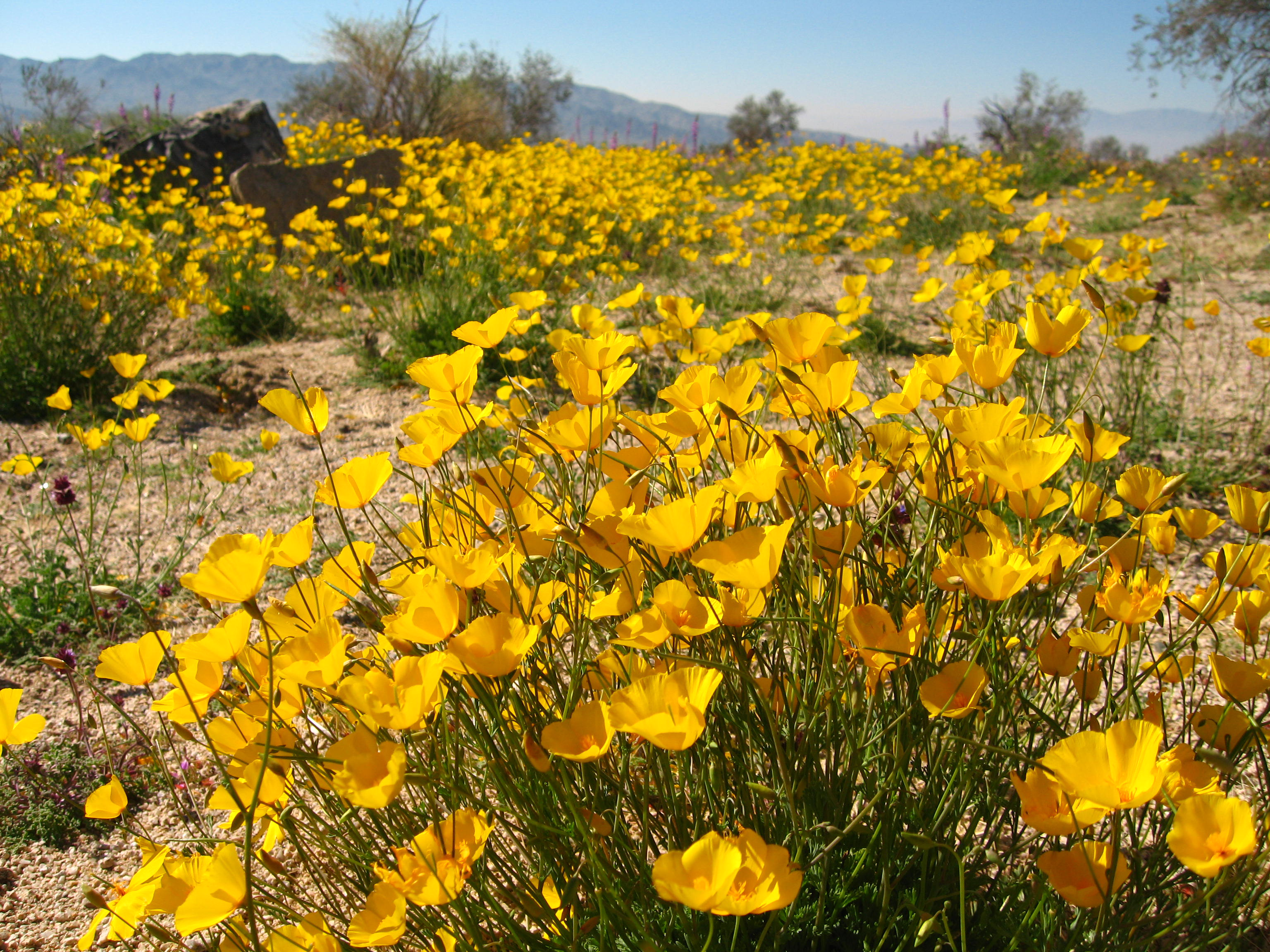